# 최치웅
최치웅(崔治雄, 2001년 7월 24일 ~ )은 대한민국의 축구 선수이다. 포지션은 센터포워드이다. 현재 K리그1 수원 FC 소속이다.